# Pantherodes pumaria
Pantherodes pumaria là một loài bướm đêm trong họ Geometridae.